# Laurie Brown
Laurence Leslie Brown, detto Laurie (Shildon, 22 agosto 1937 – Newton Aycliffe, 30 settembre 1998), è stato un allenatore di calcio e calciatore inglese, di ruolo attaccante o difensore.

## Caratteristiche tecniche
Ad inizio carriera era un centravanti, ma in seguito venne arretrato nella posizione di difensore centrale (nella quale ad esempio giocò nei Giochi Olimpici del 1960), che in particolare ricoprì in pianta stabile a partire dalla stagione 1961-1962 fino al termine della carriera.

## Carriera

### Giocatore

#### Club
Dopo varie stagioni trascorse a livello semiprofessionistico gioca le sue prime partite nella Football League (sia pure senza firmare un vero e proprio contratto professionistico) nella parte finale della stagione 1958-1959, in cui disputa 3 incontri nella quarta divisione inglese con il Darlington. Torna quindi a giocare nel Bishop Auckland (il club in cui giocava prima del Darlington) anche per la stagione 1959-1960, al termine della quale partecipa ai Giochi Olimpici. Nell'estate del 1960, all'età di 23 anni, passa poi in pianta stabile tra i professionisti: firma infatti un contratto con il Northampton Town, con cui conquista una promozione dalla quarta alla terza divisione inglese a cui contribuisce con 22 reti in 33 presenze.
Nell'estate del 1961 si trasferisce per 35000 sterline all'Arsenal, club di prima divisione, con cui rimane fino al febbraio del 1964 totalizzando complessivamente 109 presenze e 2 reti nella prima divisione inglese; passa quindi per 50000 sterline al Tottenham, con cui rimane fino al termine della stagione 1965-1966, andando in rete per 3 volte in 62 partite di campionato. Nel biennio 1966-1968 gioca invece in seconda divisione, al Norwich City. Chiude la carriera ricoprendo il doppio ruolo di giocatore ed allenatore prima al Bradford PA (club di quarta divisione) e poi ai semiprofessionisti dell'Altrincham, militanti in Northern Premier League (che all'epoca era una delle principali leghe calcistiche inglesi al di fuori della Football League).
In carriera ha totalizzato complessivamente 316 presenze e 30 reti nei campionati della Football League.

#### Nazionale
Ha partecipato ai Giochi Olimpici del 1960, nei quali ha giocato tutte e 3 le partite disputate dalla sua squadra, vestendo in ciascuna di esse anche la fascia di capitano.

### Allenatore
Dopo le due parentesi da giocatore/allenatore, nella stagione 1970-1971 ha unicamente allenato, guidando i semiprofessionisti del King's Lynn; in seguito ha allenato per un periodo anche i dilettanti dello Stockton.

## Palmarès

### Giocatore

#### Competizioni nazionali
- Northern Premier League Challenge Cup: 1

Altrincham: 1969-1970

### Allenatore

#### Competizioni nazionali
- Northern Premier League Challenge Cup: 1

Altrincham: 1969-1970